# Etnolingvistika
Etnolingvistika (antropologická lingvistika, obecněji také kulturní lingvistika) je směr současné lingvistiky, který zkoumá vztah mezi jazykem a kulturou. Jde o spojení etnovědy (zejm. kulturní a sociální antropologie) a lingvistiky. V centru pozornosti jsou zejména kulturní aspekty jazyka – tedy to, jakým způsobem se kultura promítá do jazyka a jak různá kulturní a jazyková společenství vnímají svět. Zaměřuje se především na zkoumání folkloru, lidové mluvy a lidové kultury, ale v širším pojetí směřuje až k celonárodním jazykům. Navazuje na takové lingvistické směry, jako je dialektologie, kognitivní lingvistika, psycholingvistika a sociolingvistika, využívá ale také poznatků folkloristiky, sémiotiky a sémantiky. Významnými představiteli etnolingvistiky jsou Nikita Iljič Tolstoj, Jerzy Bartmiński a Anna Wierzbicka.

## Slovanská etnolingvistika
V rámci slovanských zemí probíhá etnolingvistické bádání především v Rusku a v Polsku (v Lublinu od r. 1988 vychází periodikum Etnolingwistyka), ale také v Bělorusku, na Ukrajině, v Srbsku, v České republice a v Chorvatsku. Slovanská etnolingvistika směřuje výrazně historicky, zkoumá tzv. „živé dědictví minulosti“. Za zdroj a podloží národní kultury je pokládán především lidový jazyk (dialekty), folklór a tradiční venkovská kultura. To vše nám pomáhá rekonstruovat obraz světa, v němž daný jev vznikl, fungoval a předával se z generace na generaci. V současné době se však stále více prosazuje tendence vyjít za hranice minulosti směrem k celonárodnímu jazyku a zkoumání současných textů. Minulost by tak měla být vnímána jako „živé dědictví“, které prostupuje současným jazykem, ale etnolingvistický výzkum by měl probíhat současně v synchronní i diachronní perspektivě.
Slovanská etnolingvistika je svým bádáním výrazně propojena s kognitivní lingvistikou a zkoumáním jazykového obrazu světa. Podle této teorie v sobě jazyk uchovává obraz světa, který je sdílený daným společenstvím a předávaný mezi generacemi, a současně je určitým archivem kultury, v němž jsou uloženy výsledky kulturně-jazykových operací, například textová klišé, jako jsou přísloví, pohádky, písně aj. Etnolingvistika se snaží tento obraz zachytit a rekonstruovat a zároveň poznat člověka, který tento obraz vytváří. Pozornost je směřována zejména k duchovním hodnotám, které sdílejí jazyková a kulturní společenství.

## Materiál a možnosti výzkumu
Materiálem, z něhož etnolingvistický výzkum vychází, jsou jednak data jazyková (systémová, týkající se gramatiky a slovní zásoby, jedná se o data excerpovaná především ze slovníků daného jazyka – etymologických, výkladových, frazeologických aj.), jednak mimojazyková (záznamy textů, pohádek, pověr atd.).
Výzkum se zaměřuje zejména na zkoumání stereotypu určitého jevu v jazyce a v kultuře, přičemž stereotyp je zde chápán v souladu s kognitivně-kulturním přístupem k jazyku jako běžná a obecně sdílená představa o předmětu, tak jak je uložena v myslích mluvčích daného jazyka. Výsledkem tak může být např. popis stereotypu matky, učitele, slunce atd. v daném jazykově-kulturním prostředí.
Rozsáhlejším výstupem etnolingvistického bádání pak bývají etnolingvistické slovníky shrnující stereotypy předmětů z určitého sémantického okruhu, nejznámějším je Słownik stereotypów i symboli ludowych (ed. Bartmiński, vychází od r. 1996 do současnosti). Význam je v etnolingvistickém slovníku uchopen prostřednictvím kognitivní definice, jakožto nástroje k popisu stereotypu. Cílem etnolingvistických slovníků je komplexní pojetí významu, definice založená na shrnutí nutných a postačujících rysů proto nedostačuje. Vytvořena má být definice, jež by sumarizovala představu o předmětu, tak jak se zobrazuje v mysli mluvčích daného jazyka. Součástí takové definice by měl být soubor vlastností relevantních pro fungování předmětu vzhledem k dané kultuře i k jazyku.

## Příklad hesla v etnolingvistickém slovníku – stereotyp koně
Stereotyp popisuje obecnou a kolektivně sdílenou představu o předmětu. Následující stereotyp koně vychází z jazykových a folklorních dat. Jedná se o jazykově-kulturní obraz koně v českém prostředí.
KŮŇ je zvíře. Samci říkáme hřebec, kastrovanému samci valach. Samice se nazývá klisna nebo kobyla, mládě je hříbě. Kůň žije v blízkosti člověka, vyskytuje se po jeho boku, je ochočený. Člověk mu staví příbytky v blízkosti svého domu, říká se jim konírna, stáj či maštal. Je velký, větší než člověk, velice silný a odolný. Má také velké části těla, velkou hlavu a velký zadek. Dále má ocas, hřívu, čtyři nohy a na nich kopyta, která kovář oková podkovami. Stav zubů koně vypovídá o jeho zdraví a stáří. Jeho srst může mít různou barvu, podle toho pak rozlišujeme bělouše či šimla, vraníka, hnědáka, siváka atd. Kůň skáče, rychle běhá, může klusat, cválat či letět tryskem. Je velmi hlučný, hlučně se pohybuje, dupe, hlasitě řehtá. Žere oves, obrok, seno či se pase na louce, pije vodu. Je sexuálně výkonný. Snadno se splaší, silně kope. Pro člověka je kůň velmi hodnotný a užitečný, využívá jej k jízdě i k tahu. Velmi tvrdě pracuje. V minulosti byl kůň významným dopravním prostředkem. Je spojován s mocí a převahou jezdce nad pěšími. Kůň je se svým jezdcem úzce propojen. Svému majiteli je přítelem i pomocníkem, kterému je možné se svěřit (kůň nese milence za milou; vojáka do války, smutní nad vojákovou smrtí; kůň je častým pomocníkem v pohádkách). Poslušnost koně si člověk vynucuje bičem, k jízdě používá sedlo, opratě a uzdu. Jeho rychlého běhu se využívá také při dostihových závodech a člověk si na něj může vsadit. V hospodářství se koně využívali při orbě (koně hospodáře se obvykle vyskytují v páru), dávali se jako věno, jejich vlastnictví znamenalo velký majetek. Bílý kůň je společníkem svatých (sv. Jiří, sv. Martin). Černý kůň je spojován s temnější stránkou tohoto zvířete, často se jedná o démonickou bytost, svého jezdce může odvézt do pekla, může být také vtělením jiné nadpřirozené bytosti, např. vodníka nebo čarodějnice. V jazyce je koni připisována odolnost (fyzická i psychická), ale i hloupost.